# Musée de la mécanographie de Bourg-en-Bresse
Le musée de la mécanographie est un musée consacré à la mécanographie, et donc aux anciennes machines à écrire, à calculer et comptables, localisé à Bourg-en-Bresse, dans l'Ain.

## Présentation
Le musée présente des descriptifs détaillés pour chaque étape des inventions relatives au calcul et à la comptabilité, le tout sur trois siècles.
En 2022, le musée a été visité par 2 000 visiteurs.